# Transport ferroviaire de la banlieue de Tampere
Le transport ferroviaire de la banlieue de Tampere (finnois : Tampereen seudun lähijunaliikenne) est un système ferroviaire local opérant dans la région de Tampere, exploité par VR en partenariat avec les Transports publics de la région de Tampere.

## Lignes
Les trains circulent sur deux lignes: les trains M circulent  de Nokia à Toijala, et les trains R circulent entre Tampere et Helsinki en liaison avec le transport ferroviaire de la banlieue d'Helsinki.
M Nokia – Tesoma – Tampere – Lempäälä – Viiala – Toijala

R Tampere – Lempäälä – Viiala – Toijala – Iittala – Parola – Hämeenlinna – Turenki – Ryttylä – Riihimäki – Hyvinkää – Jokela – Saunakallio – Järvenpää – Ainola – Kerava – Tikkurila – Pasila – Helsinki